# Lista di musei all'aperto

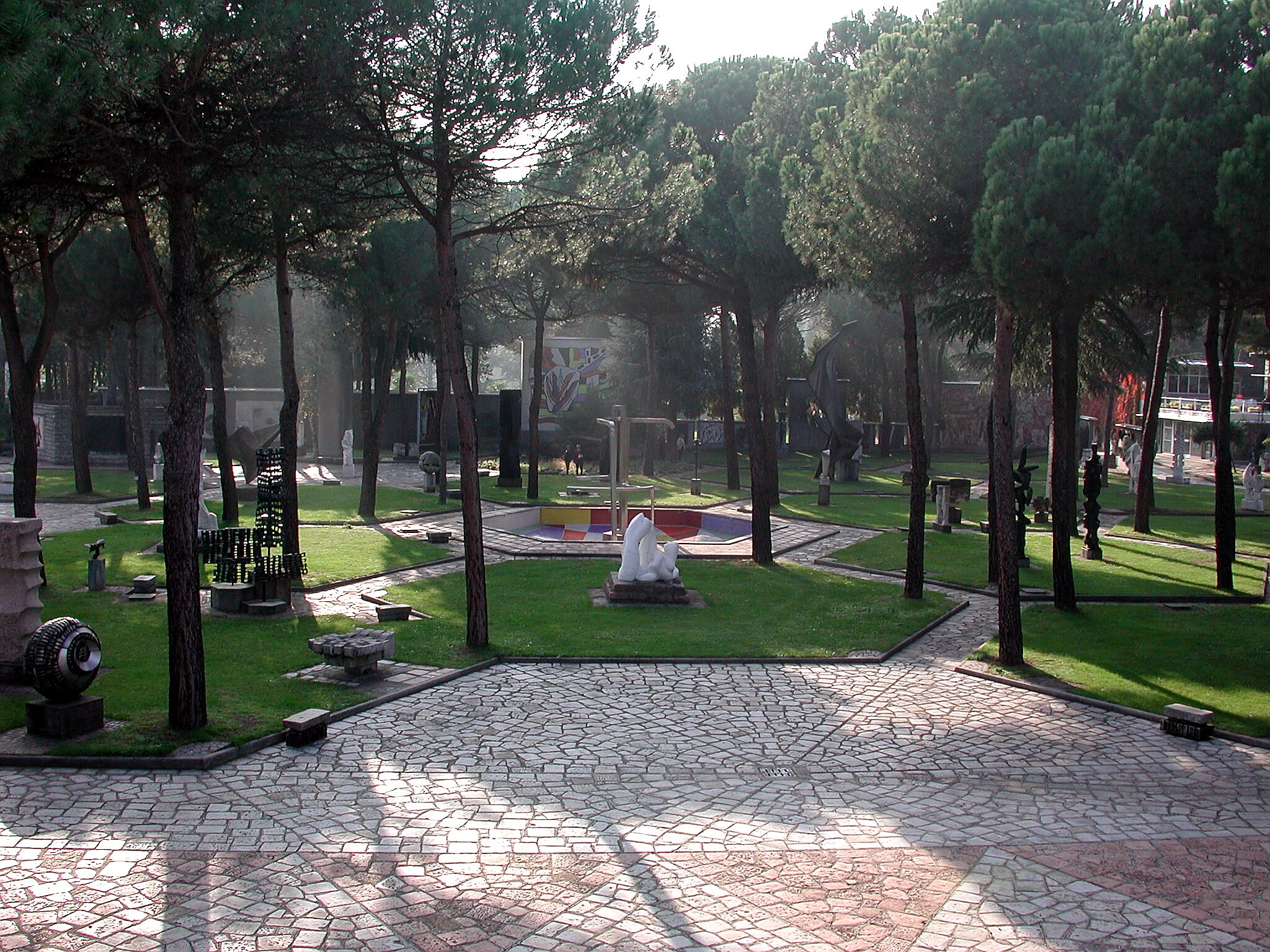
Scorcio del museo d'arte moderna Pagani a Castellanza, in provincia di Varese

Quella che segue è una lista dei musei all'aperto:

## Europa

### Belgio
- Open Air Museum Bokrijk, Fiandre, Belgio

### Bulgaria
- Etar Architectural-Ethnographic Complex, Gabrovo, Bulgaria

### Danimarca
- Den Gamle By ("La città vecchia"), Århus, Danimarca

### Estonia
- Eesti Vabaõhumuuseum, Rocca al Mare, vicino Tallinn, Estonia
- Viimsi Vabaõhumuuseum, Viimsi, Estonia

### Finlandia
- Luostarinmäki, Turku, Finlandia
- Seurasaari Open-Air Museum, Seurasaari, vicino Helsinki, Finlandia

### Germania
- Roscheider Hof, Germania
- Deutsch-Deutsches Museum Mödlareuth, Mödlareuth, Germania - Museo riguardante il confine tra Germania Est e Germania Ovest
- Schwarzwälder Freilichtmuseum Vogtsbauernhof, Gutach, Germania

### Italia
- Eco-Museo all'aperto "Il Sentiero dei Fortini", Anacapri, Italia
- MaAB - Museo all'aperto Angelo Biancini (Angelo Biancini), Castel Bolognese, Italia
- Museo d'arte moderna Pagani, Castellanza, Italia
- Museo all'aperto Bilotti, Cosenza, Italia
- Museo a cielo aperto À Étroubles, avant toi sont passés..., Étroubles, Italia
- Museo all'aperto di opere di arte contemporanea della città di Faenza, Faenza, Italia
- Parco Museo di arte contemporanea Musaba, Mammola, Italia
- Museo d'Arte contemporanea all'Aperto di Morterone, Morterone, Italia
- Fiumara d'arte, Sicilia, Italia
- Parco sculture del Chianti, Pievasciata, Castelnuovo Berardenga, Italia
- Parco archeologico di Poggibonsi, Poggibonsi, Italia
- Ecomuseo Casilino ad Duas Lauros, Roma, Italia
- MAM - Museo d'Arte sul Mare, San Benedetto del Tronto, Italia
- Parco Arte Vivente - Centro Sperimentale d'Arte Contemporanea, Torino, Italia
- Museo all'aperto Maria Lai, Ulassai, Italia

### Lettonia
- Ethnographic Open-Air Museum, Riga, Lettonia

### Norvegia
- Norsk Folkemuseum, Oslo, Norvegia
- Maihaugen, Lillehammer, Norvegia - Museo etnografico

### Paesi Bassi
- Nederlands Openluchtmuseum, Arnhem, Paesi Bassi
- Zuiderzeemuseum, Enkhuizen, Paesi Bassi

### Polonia
- Museo Archeologico di Biskupin, Polonia
- Narrow Gauge Railway Museum in Wenecja, Wenecja, vicino Żnin, Polonia

### Regno Unito
- Amberley Working Museum, Amberley, Inghilterra
- Beamish Open Air Museum, Beamish, vicino Stanley, Inghilterra
- Black Country Living Museum, Dudley, Inghilterra
- Blists Hill Victorian Town, Telford, Inghilterra
- Cogges Manor Farm Museum, Witney, Inghilterra
- Little Woodham, Gosport, Inghilterra
- Morwellham Quay, Inghilterra
- Museo Nazionale di Storia St Fagans, St Fagans, Galles

### Repubblica Ceca
- Hanácký skanzen, Příkazy, Repubblica Ceca
- Museum lidových staveb, Kouřim, Repubblica Ceca
- Valašské národopisné muzeum, Rožnov pod Radhoštěm, Repubblica Ceca
- Polabské národopisné muzeum (Museo Etnografico della regione di Polabí), Repubblica Ceca - il museo all'aperto più antico dell'Europa Orientale e Centrale

### Serbia
- Küstendorf (Mećavnik, Drvengrad), Mokra Gora, vicino Užice, Serbia
- Staro selo (Museo all'aperto Il villaggio antico), Sirogojno (Zlatibor), Serbia

### Svezia
- Jamtli, Östersund, Svezia
- Kulturen, Lund, Svezia
- Skansen, Stoccolma, Svezia

### Svizzera
- Freilichtmuseum Ballenberg, Hofstetten bei Brienz, Svizzera

### Ungheria
- Memento Park, Budapest, Ungheria
- Szentendre, Ungheria - Museo etnografico all'aperto (lo "Skanzen" di Szentendre)

## Asia
- Historical Village of Hokkaido
- Hakone Open-Air Museum
- Utsukushigahara Open-Air Museum

## Africa
- Il Villaggio Faraonico, Il Cairo, Egitto

## Canada
- Cittadella di Halifax, sito storico nazionale del Canada, Halifax, Nuova Scozia
- Fortress Louisbourg, Louisbourg, Nuova Scozia
- Sito storico nazionale di Fort Langley, Columbia Britannica
- Villaggio storico di Burnaby, Burnaby, Columbia Britannica
- Westfield Heritage Village, Ontario
- Barkerville, Columbia Britannica
- Villaggio dei Pionieri di Black Creek, Toronto, Ontario
- Fort York, Toronto, Ontario
- Fort Henry, Ontario
- Parco di Fort Edmonton, Edmonton
- Parco storico di Fort William, Thunder Bay, Ontario
- Museo Markham, Markham, Ontario
- Sainte-Marie among the Hurons, Midland, Ontario
- Upper Canada Village, Morrisburg, Ontario
- Villaggio del Patrimonio Ucraino, Alberta
- Heritage Park Historical Village, Calgary, Alberta

## Stati Uniti
- Agrirama, Tifton, Georgia
- Allaire Village, Wall Township, New Jersey
- Fattoria coloniale di Claude Moore, McLean, Virginia
- Colonial Williamsburg, Williamsburg, Virginia
- Conner Prairie, Fishers, Indiana
- Historic Deerfield, Deerfield, Massachusetts
- Villaggio storico di Cold Spring, Cape May, New Jersey
- Fort Snelling, Minneapolis, Minnesota
- Frontier Culture Museum, Staunton, Virginia
- Hale Farm & Village, Bath, Ohio
- Greenfield Village, Dearborn, Michigan
- Jamestown Settlement, Jamestown, Virginia
- Jerusalem Mill, Kingsville, Maryland
- Piccola Norvegia, Blue Mounds, Wisconsin
- Living History Farms, Urbandale, Iowa
- National Colonial Farm, Accokeek, Maryland
- New Salem, Menard County, Illinois
- Ohio Village, Columbus, Ohio
- Old Bethpage Village Restoration, Old Bethpage, New York
- Old Sturbridge Village, Sturbridge, Massachusetts
- Old World Wisconsin, Eagle, Wisconsin
- Oliver Miller Homestead, South Park Township, Pennsylvania
- Villaggio di Pleasant Hill, Mercer County, Kentucky
- Piantagione di Plimoth, Plymouth, Massachusetts
- Villaggio storico dei pionieri, Phoenix, Arizona
- Centro della cultura polinesiana, Hawaii
- Strawbery Banke, Portsmouth, New Hampshire
- San Dieguito Heritage Museum, Encinitas, California
- South Park City, Fairplay, Colorado
- Westville, Lumpkin, Georgia

## Musei ecologici e ambientali
Gli zoo possono essere considerati musei all'aperto viventi
- Museo vivente della California, Bakersfield, California, Stati Uniti d'America
- Museo vivente della Virginia, Newport News, Virginia, Stati Uniti d'America
- Museo vivente dell'isola di Nonsuch, Bermuda, Regno Unito